# Articles en anglès
Els articles en anglès són l'article definit the i els articles indefinits a i an. L'article determinat s'utilitza quan el parlant creu que l'oient coneix la identitat del referent del substantiu (perquè és evident, perquè és de coneixement comú, o perquè s'esmentava en la mateixa oració o en una frase anterior). L'article indefinit s'utilitza quan el parlant creu que no cal dir a l'oient la identitat del referent. No s'utilitza cap article en alguns sintagmas nominals.
La gramàtica anglesa requereix que, en la majoria dels casos, un sintagma nominal singular i comptable comenci amb un determinant. Per exemple, tinc una caixa està bé, però *Tinc una caixa no. Els determinants més comuns són els articles the i a(n), que especifiquen la presència o absència de definició del substantiu. Altres determinants possibles inclouen paraules com aquesta, el meu, cadascun i molts. També hi ha casos en què no cal cap determinant, com a l'oració a John li agraden els cotxes ràpids, on ni en Joan ni els cotxes ràpids inclouen un determinant.
L'article definit s'utilitza quan el referent del sintagma nominal és únic o conegut pel context. Per exemple, A l'oració El nen amb ulleres mirava la lluna, se suposa que en el context la referència només pot ser a un nen i una lluna. Tanmateix, l'article definit no s'utilitza:
- amb noms genèrics (plural o incomptable): els cotxes tenen acceleradors, la felicitat es contagia, referint-se als cotxes en general i a la felicitat en general (compareu la felicitat que vaig sentir ahir, especificant la felicitat particular);
- amb els noms més propis: Joan, França, Londres, etc.

L'article indefinit a (davant d'un so consonàntic) o an (davant d'un so vocàlic) s'utilitza només amb noms singulars i comptables. Indica que el referent del sintagma nominal és un membre no especificat d'una classe. Per exemple, la frase Un home lleig fumava una pipa no especifica la identitat de l'home lleig o de la pipa.
Quan es fa referència a una data concreta, normalment s'utilitza l'article definit the.
- Va néixer el 10 de maig.

Tanmateix, quan es fa referència a un dia de la setmana, s'utilitza l'article indefinit 'a'.
- Va néixer un dijous.

No s'utilitza cap article amb noms plurals o incomptables quan el referent és indefinit (igual que en el cas definit genèric descrit anteriorment). Tanmateix, en aquestes situacions, sovint s'afegeix el determinant alguns (o qualsevol en contextos negatius i en moltes preguntes). Per exemple:
- Hi ha pomes a la cuina o Hi ha pomes a la cuina;

- No tenim informació o No tenim cap informació;

Vols te? o vols una mica de te? i t'agradaria un te? o Vols un bon te?
A més, normalment no s'utilitzen articles:
- en locucions nominals que contenen altres determinants (la meva casa, aquest gat, la història d'Amèrica), encara que poden combinar articles amb determinats altres determinants, com en els molts números, tal fill (vegeu determinants anglesos § Combinacions de determinants) .
- amb pronoms (ell, ningú), encara que de nou són possibles determinades combinacions (com l'un, els molts, els pocs).
- sintagmas nominals anteriors que consisteixen en una oració o sintagma infinitiu (el que has fet està molt bé, rendir-se és morir).

Si cal que sigui concís, p. als titulars, signes, etiquetes i notes, sovint s'ometen articles juntament amb algunes altres paraules funcionals. Per exemple, al lloc d'atacar l'alcalde, un titular d'un diari podria dir que només l'alcalde va atacar.
Per obtenir més informació sobre l'ús d'articles, consultar les seccions Article definit § Notes i § Article indefinit a continuació. Per a més casos en què no s'utilitza cap article, vegeu Article zero en anglès.